# Paraglomerales
Paraglomerales är en ordning av svampar. Paraglomerales ingår i klassen Glomeromycetes, divisionen Glomeromycota och riket svampar.
|                | Archaeosporales                   |
|                |                                   |
|                | Diversisporales                   |
|                |                                   |
|                | Glomerales                        |
|                |                                   |
| Paraglomerales | \| \| Paraglomeraceae \| \| \| \| |
|                | \| \| Paraglomeraceae \| \| \| \| |
|                | Paraglomeraceae                   |
|                |                                   |

|  | Paraglomeraceae |
|  |                 |